# فواسی
فواسی (به فرانسوی: Foissy) یک کمون در فرانسه با جمعیت ۱۵۲ نفر است که در Canton of Arnay-le-Duc واقع شده‌است.